# Arte ai Giochi della VII Olimpiade
Le competizioni di arte facevano parte dei Giochi della VII Olimpiade, questa è stata la seconda olimpiade in cui apparsa questa disciplina.
Le competizioni erano divise in cinque categorie (architettura, letteratura, musica, pittura e scultura) per lavori ispirati a tematiche sportive.

## Risultati
| Categoria    | Oro                                            | Argento                                                                 | Bronzo                                                 |
| ------------ | ---------------------------------------------- | ----------------------------------------------------------------------- | ------------------------------------------------------ |
| Architettura | non assegnato                                  | Holger Sinding-Larsen ( Norvegia) Progetto per una scuola di ginnastica | non assegnato                                          |
| Letteratura  | Raniero Nicolai ( Italia) Canzoni olimpioniche | Theodore Andrea Cook ( Regno Unito) Olympic Games of Antwerp            | Maurice Bladel ( Belgio) La Louange des Dieux          |
| Musica       | Georges Monier ( Belgio) Olympique             | Oreste Riva ( Italia) Marcia trionfale                                  | non assegnato                                          |
| Pittura      | non assegnato                                  | Henriette Brossin de Polanska ( Francia) L'élan                         | Alfred Ost ( Belgio) Joueur de Football                |
| Scultura     | Albéric Collin ( Belgio) La force              | Simon Goossens ( Belgio) Les Patineurs                                  | Alphons De Cuyper ( Belgio) Lanceur de Poids e Coureur |

## Medagliere
| Posiz. | Nazione     | Oro | Argento | Bronzo | Totale |
| ------ | ----------- | --- | ------- | ------ | ------ |
| 1      | Belgio      | 2   | 1       | 3      | 6      |
| 2      | Italia      | 1   | 1       | 0      | 2      |
| 3      | Francia     | 0   | 1       | 0      | 1      |
| 3      | Regno Unito | 0   | 1       | 0      | 1      |
| 3      | Norvegia    | 0   | 1       | 0      | 1      |
| Total  | Total       | 3   | 5       | 3      | 11     |

## Sommario degli eventi

### Architettura
Questi furono tutti gli architetti che presero parte alla competizione:
| Posiz. | Nome                  | Paese    |
| ------ | --------------------- | -------- |
| 1      | non assegnato         |          |
| 2      | Holger Sinding-Larsen | Norvegia |

### Letteratura
Questi furono tutti gli scrittori che presero parte alla competizione:
| Posiz. | Nome                 | Paese       |
| ------ | -------------------- | ----------- |
| 1      | Raniero Nicolai      | Italia      |
| 2      | Theodore Andrea Cook | Regno Unito |
| 3      | Maurice Bladel       | Belgio      |

### Musica
Questi furono tutti i compositori che presero parte alla competizione
| Posiz. | Nome           | Paese  |
| ------ | -------------- | ------ |
| 1      | Georges Monier | Belgio |
| 2      | Oreste Riva    | Italia |

### Pittura
Questi furono tutti i pittori che presero parte alla competizione:
| Posiz. | Nome                                  | Paese   |
| ------ | ------------------------------------- | ------- |
| 1      | non assegnato                         |         |
| 2      | Henriette Brossin de Mère-de Polanska | Francia |
| 3      | Alfred Ost                            | Belgio  |

### Scultura
Questi furono tutti gli scultori che presero parte alla competizione:
| Posiz. | Nome               | Paese  |
| ------ | ------------------ | ------ |
| 1      | Albéric Collin     | Belgio |
| 2      | Simon Goossens     | Belgio |
| 3      | Alphonse De Cuyper | Belgio |